# Домброва-Дзенцель
Домброва-Дзенцель (пол. Dąbrowa-Dzięciel) — село в Польщі, у гміні Високе-Мазовецьке Високомазовецького повіту Підляського воєводства.
Населення — 146 осіб (2011).
У 1975-1998 роках село належало до Ломжинського воєводства.

## Демографія
Демографічна структура станом на 31 березня 2011 року:
|          | Загалом | Допрацездатний вік | Працездатний вік | Постпрацездатний вік |
| -------- | ------- | ------------------ | ---------------- | -------------------- |
| Чоловіки | 76      | 16                 | 45               | 15                   |
| Жінки    | 70      | 13                 | 37               | 20                   |
| Разом    | 146     | 29                 | 82               | 35                   |